# یانگ گیبس
یانگ گیبس (انگلیسی: Nigel Gibbs؛ زادهٔ ۲۰ نوامبر ۱۹۶۵) یک بازیکن فوتبال اهل بریتانیا است. 